# Old Bay Seasoning

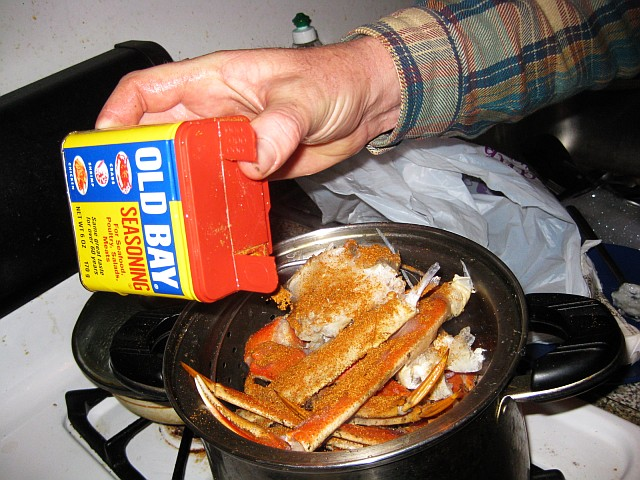
Patas de cangrejo siendo sazonadas por con Old Bay Seasoning.

El Old Bay Seasoning es una mezcla de hierbas y especias comercializada actualmente en los Estados Unidos por McCormick & Company, y fabricada en Maryland. Se produce en la zona de la bahía de Chesapeake, donde fue desarrollada por el inmigrante alemán Gustav Brunn en los años 1940, y donde el condimento sigue siendo muy popular. En esa época, los cangrejos eran tan abundantes que los bares de Baltimore los ofrecían gratuitamente, y condimentos como el Old Bay Seasoning fueron creados para animar a los clientes a pedir más bebidas. El Old Bay Seasoning fue uno más de los muchos condimentos para cangrejo creados en esta época, pero uno de los pocos que han sobrevivido. (Otros importantes son J.O. Spice y Baltimore Spice). McCormick ha lanzado recientemente una versión baja en sal del Old Bay Seasoning.
El condimento recibe su nombre de la Old Bay Line, una línea marítima de pasajeros que comunicaba a principios del siglo XX la bahía de Chesapeake en Baltimore con Norfolk (Virginia). La compañía de Gustav Brunn se convirtió en la Old Bay Company, fabricando condimentos para cangrejo en su distintiva lata amarilla hasta que fue comprada por McCormick & Co. en los años 1990. McCormick sigue vendiendo el Old Bay Seasoning en la clásica lata.
La mezcla de especias incluye mostaza, pimentón, semilla de apio, hoja de laurel, pimienta negra y roja, canela, clavo, pimienta de Jamaica (allspice), nuez moscada, cardamomo, sal y jengibre. Es popular en ciertas regiones estadounidenses, específicamente en los estados sureños y partes del golfo de México.
Se usa principalmente para condimentar cangrejo y gamba, pero también se añade a palomitas, ensalada, huevos, pollo frito, patatas fritas y chips, Tater Tots y maíz con palo. Se comercializan patatas fritas con sabor a Old Bay Seasoning. También se emplea ocasionalmente en la región de la bahía de Chesapeake como ingrediente del Bloody Mary.